# زد۸گیمز
زد۸گیمز (انگلیسی: Z8Games) شرکت بازی ویدئویی کانادایی است، که در سال ۲۰۰۹ تأسیس شد.